# Douglas XB-31
Douglas XB-31 (Douglas Model 423) byl projekt těžkého bombardéru, se kterým se továrna Douglas účastnila soutěže amerického armádního letectva (USAAF), která vedla ke vzniku úspěšných typů Boeing B-29 Superfortress a Consolidated B-32 Dominator.
V roce 1938 si velitel amerických armádních leteckých sil (USAAC) generál Henry H. 'Hap' Arnold uvědomil rizika vzniku nového válečného konfliktu. Sestavil proto výbor, vedený brigádním generálem W. G. Kilnerem, aby sestavil dlouhodobé plány rozvoje amerického letectva. Výbor vytvořil mnoho doporučení a jedním z nich byla i potřeba vývoje nového těžkého bombardéru s dlouhým doletem. V době vypuknutí druhé světové války v Evropě bylo osloveno několik továren, aby vytvořily projekt těžkého bombardéru s doletem 8000 km. Projekt firmy Douglas ovšem zůstal, především pro úspěch typu B-29, jen na papíře. Zrušen byl koncem roku 1941.

## Specifikace

### Technické údaje
- Osádka: 12
- Délka: 35,7 m
- Rozpětí: 63,1 m
- Nosná plocha: 310 m²
- Hmotnost prázdného stroje: 49 530 kg
- Vzletová hmotnost: 60 870 kg
- Pohonné jednotky: 4× Wright R-3350-13 Cyclone
  - Výkon pohonné jednotky: 2200 hp (1600 kW)
- Pohonné jednotky po přepracování projektu: 4× Pratt & Whitney R-4360 Wasp Major
  - Výkon pohonné jednotky: 3000 hp (2200 kW)

### Výzbroj
- 4× kulomet M2 ráže 12,7 mm
- 1× letecký kanón ráže 37 mm
- 11 000 kg pum